# Richard D'Oyly Carte
Richard D'Oyly Carte   (Greek Street, 3 de maig de 1844 - Londres, 3 d'abril de 1901) va ser un agent de talents, empresari teatral, compositor i hoteler anglès durant la segona meitat de l'època victoriana. Va construir dos teatres de Londres i un imperi hoteler, alhora que va establir una companyia d'òpera que va funcionar ininterrompudament durant més de cent anys i una agència de gestió que representava alguns dels artistes més importants de l'època.
Carte va començar la seva carrera treballant per al seu pare, Richard Carte, en el negoci de l'edició musical i la fabricació d'instruments musicals. De jove va dirigir i compondre música, però aviat es va dedicar a promoure les carreres d'entreteniment d'altres a través de la seva agència de gestió. Carte creia que una escola d'òpera còmica anglesa sana, ben elaborada i familiar podria ser tan popular com les obres franceses atrevides que dominaven l'escena musical londinenca a la dècada de 1870. Amb aquesta finalitat, va reunir el dramaturg W. S. Gilbert i el compositor Arthur Sullivan i va fomentar la seva col·laboració en una sèrie de tretze òperes de Savoy. Va fundar la companyia d'òpera D'Oyly Carte i va construir el moderníssim teatre Savoy per acollir les òperes de Gilbert i Sullivan.
Vuit anys després d'obrir el Savoy Theatre, Carte va construir l'Hotel Savoy al costat i, més tard, va adquirir altres hotels de luxe. El 1891 va erigir el Palace Theatre de Londres (originalment anomenat Royal English Opera House), que pretenia ser la seu d'una nova escola de gran òpera anglesa, però aquesta ambició no es va fer realitat més enllà de la producció d'una sola obra de Sullivan, Ivanhoe. No obstant això, la seva col·laboració amb Gilbert i Sullivan, i la seva acurada gestió de les seves òperes i la seva relació, van crear una sèrie d'obres l'èxit de les quals no tenia precedents en la història del teatre musical. La seva companyia d'òpera, dirigida més tard per la seva vídua Helen i després pel seu fill, Rupert, i la seva néta, Bridget, va promoure aquestes obres durant més d'un segle, i encara es representen regularment avui dia.

## Primers anys

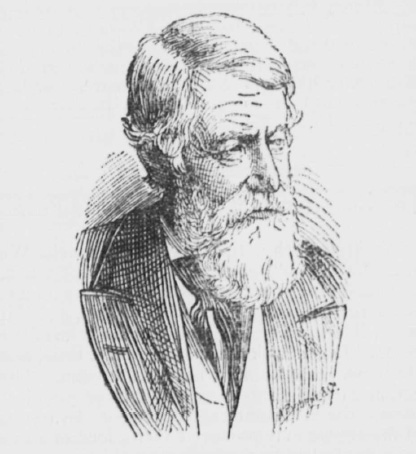
Richard Carte

Carte va néixer a casa dels seus pares a Greek Street, Soho, al West End de Londres, el 3 de maig de 1844; era el més gran de sis fills.{nota 1} El seu pare, Richard Carte, era flautista, i la seva mare era Eliza Jones (1814–1885); havien fugit, per a decepció del seu pare, Thomas Jones, un clergue. Carte era d'ascendència gal·lesa i probablement normanda; D'Oyly és un nom francès normand que el biògraf Arthur Jacobs emfatitza que en aquest cas era "un nom de pila (no formava part d'un doble cognom)". {nota 2} Per complementar els seus ingressos com a intèrpret, el pare de Carte es va unir a l'empresa Rudall, Rose & Co., fabricants d'instruments musicals i editors de música, el 1850. Després de convertir-se en soci del negoci, va canviar el seu nom a Rudall, Rose, Carte and Co. i més tard a Rudall, Carte & Co. {nota 3} La família es va mudar del Soho quan Carte era un nen. Es va criar a la seva gran casa unifamiliar a Dartmouth Park, al nord de Londres. La seva mare culta va exposar la seva família a l'art, la música i la poesia, i el jove Carte va estudiar violí i després flauta de ben petit. La família parlava francès a casa dos dies a la setmana, i els seus pares sovint portaven els seus fills al teatre.
Va estudiar a la University College School de 1856 a 1860. El gener de 1861, va obtenir el nivell de primera classe a l'examen de matriculació de la University College London, però no va ocupar la plaça; en deferència als desitjos dels seus pares, es va incorporar al negoci del seu pare, juntament amb el seu germà, Henry. Com que el nom Richard Carte ja era ben conegut dins i fora de la professió musical, Carte va deixar d'utilitzar el seu propi nom i es va fer anomenar "D'Oyly Carte" o, més formalment, "R. D'Oyly Carte". Va estudiar música i va compondre algunes peces, que va dedicar a l'actriu Kate Terry. També va actuar en obres de teatre amateur.

## Carrera
Inicis teatrals

Entre 1868 i 1877, Carte va escriure i publicar la música de diverses de les seves pròpies cançons i obres instrumentals,{nota 4} així com tres òperes còmiques curtes: Doctor Ambrosias – His Secret (1868),{nota 5} Marie (1871),{nota 6} i Happy Hampstead (1876).{n 7} De gira el 1871 va dirigir Cox and Box d'Arthur Sullivan i F. C. Burnand, juntament amb adaptacions a l'anglès de dues peces d'un acte d'Offenbach, La rosa d'Alvèrnia i Trencant l'encanteri, protagonitzades per la clienta de Carte, Selina Dolaro.{nota 8} El talent musical de Carte seria útil més endavant en la seva carrera, ja que ell mateix va poder fer audicions a cantants des del piano.
Durant finals de la dècada de 1860 i principis de la de 1870, des de l'empresa del seu pare a Charing Cross i, a finals de 1874, des d'una adreça propera a Craig's Court, Carte va començar a construir una agència de gestió d'òpera, concerts i conferències. Entre els seus dos-cents clients finalment hi havia Charles Gounod, Jacques Offenbach, Adelina Patti, Mario, Clara Schumann, Antoinette Sterling, Edward Lloyd, Mr. i la Sra. German Reed, George Grossmith, Matthew Arnold, James McNeill Whistler i Oscar Wilde. Hesketh Pearson va dir de Carte: "El seu agut sentit dels negocis es veia reforçat per una manera franca i agradable: no només podia veure on es podien guanyar diners, sinó també com fer-los. Prenia el que altres persones consideraven riscos, però ell sentia que eren certeses. ... Coneixia tothom que valia la pena conèixer... i el seu judici pràctic era tan segur com el seu sentit artístic."
Fundació de la seva companyia d'òpera

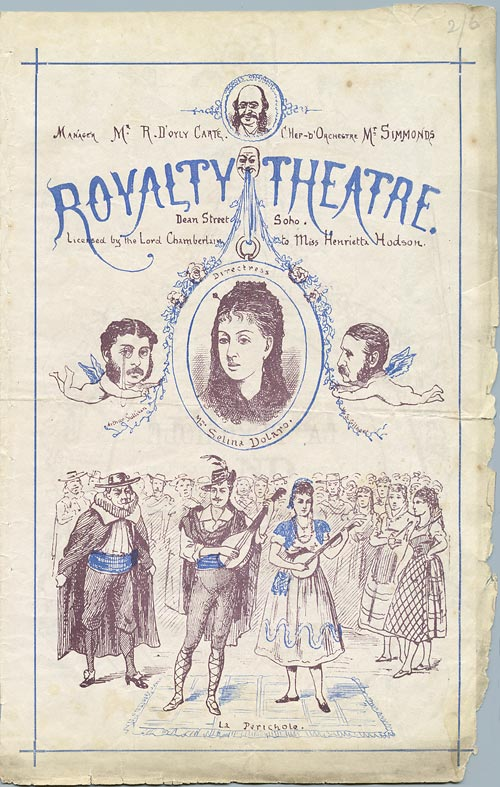
Programa per al judici amb jurat, 1875

El 1874, Carte va llogar l'Opéra Comique, un teatre a prop de l'Strand, on va presentar la nova òpera bouffe Giroflé-Girofla de Charles Lecocq, interpretada en francès per la companyia que havia estrenat l'obra tres mesos abans a Brussel·les. Va tenir un baix rendiment de taquilla i es va haver de tancar al cap de dues setmanes. La va seguir amb un èxit modest, La branca trencada, una adaptació anglesa de The Broken Branch de Gaston Serpette. Carte va anunciar les seves ambicions a la portada del programa per a aquest últim: 
| « | "És el meu desig establir a Londres una seu permanent per a l'òpera lleugera". The Observer va comentar: "El Sr. D'Oyly Carte no només és un gerent hàbil, sinó també un músic format, i sembla que ha entès el fet que el públic comença a cansar-se del que es coneix com una autèntica òpera bouffe, i està disposat a acollir un entreteniment musical d'ordre superior, com el que un músic podria produir amb satisfacció". | » |

Més tard, Carte va dir que era "el pla de la meva vida" fundar una escola d'òpera còmica anglesa d'alta qualitat i familiar, en contrast amb els burlescs i les adaptacions crues d'operetes franceses que dominaven l'escena musical londinenca en aquell moment. La seva experiència en l'escriptura d'operetes l'havia convençut que els seus propis talents creatius eren insuficients per a la tasca. Més tard va escriure al dramaturg W. S. Gilbert: 
| « | "Envejo la teva posició, però mai la podria aconseguir. Si pogués ser un autor com tu, certament no seria un gerent. Simplement sóc el comerciant que ven les teves obres d'art". | » |

A més, el 1874 Carte encara no tenia els recursos per fer realitat la seva idea, i després de la seva temporada a l'Opéra Comique, va rescindir el seu contracte d'arrendament.
El 1875, Carte es va convertir en el gerent comercial del Royal Theatre, sota la direcció de la seva clienta, la popular actriu cantant Selina Dolaro, que era la titular de la llicència del teatre i protagonista de la seva producció de La Périchole d'Offenbach. Per completar la vetllada (ja que els programes llargs eren de moda al teatre victorià), necessitava una altra peça. Recordava un llibret d'una òpera còmica d'un acte que W. S. Gilbert havia escrit i li havia mostrat el 1873, anomenada Trial by Jury. Mentrestant, la popular òpera de Sullivan de 1867, Cox and Box, s'havia representat al Gaiety Theatre el 1874, i Carte ja li havia demanat que escrivís una peça per a la Royal Theatre. Carte sabia que Gilbert havia treballat amb Sullivan per crear Thespis el 1871, i ara va suggerir que Sullivan pogués escriure la música per a Trial by Jury. Trial by Jury, un tractament còmic d'un tribunal anglès, va ser un èxit inesperat, superant La Périchole i convertint-se en el primer pas del pla de Carte per establir un nou gènere d'òpera còmica anglesa.
El juny de 1875, la Royalty va tancar per l'estiu i Dolaro va portar la seva companyia de gira. Mentre Trial by Jury i La Périchole es representaven al Gaiety Theatre de Dublín al setembre, Carte va conèixer Michael Gunn, copropietari del Gaiety. Gunn es va fer amic íntim de Carte, més tard va exercir de gerent a la seva companyia teatral i va ser accionista i director del seu negoci hoteler. Fins i tot després de la producció inicial de Trial by Jury, Carte va continuar produint opereta continental, fent gires l'estiu de 1876 amb un repertori que consistia en adaptacions angleses de l'òpera bouffe francesa (La Périchole d'Offenbach i La Grande-Duchesse de Gérolstein, La fille de Madame Angot de Lecocq i La Timbale d'argent de Léon Vasseur), juntament amb dues peces posteriors angleses d'un acte (Happy Hampstead i Trial by Jury). Carte era el director musical d'aquesta companyia itinerant.
El febrer de 1877, Carte, organitzant una companyia per a una gira provincial d'una reeixida farsa londinenca, va fer una audició per a una actriu novell anomenada Helen Lenoir. La va contractar per a un petit paper, però al cap d'unes setmanes ella va deixar la gira i va tornar a Londres, on va aconseguir un lloc de treball a l'agència de Carte. Gradualment, va assumir un paper clau en els seus assumptes comercials i la seva vida personal. Frank Desprez, l'editor de The Era, va escriure: "El seu personatge compensava exactament les deficiències del seu".
Encoratjat per l'èxit de Trial by Jury, Carte havia estat intentant des de 1875 recaptar diners per a una reposició de Thespis o per a una nova peça. El 1877 finalment va trobar quatre patrocinadors i va formar la "Comedy Opera Company" per produir noves obres de Gilbert i Sullivan, juntament amb les d'altres autors i compositors britànics. Això va permetre a Carte llogar l'Opéra Comique i donar a Gilbert i Sullivan condicions fermes per a una nova òpera. La primera òpera còmica produïda per la nova companyia va ser The Sorcerer de Gilbert i Sullivan el 1877, amb una trama que implicava un mag londinenc amb aspecte d'home de negocis i la seva poció d'amor patentada. Gilbert, Sullivan i Carte van poder seleccionar el seu propi repartiment, en lloc d'utilitzar els actors contractats pel teatre on es produïa l'obra, com havia estat el cas amb les seves obres anteriors. Van triar actors amb talent, pocs dels quals eren estrelles conegudes; l'agència de Carte en va proporcionar molts. L'acollida de l'obra va demostrar que Carte havia tingut raó que hi havia un futur prometedor en l'òpera còmica anglesa per a tota la família.
El 1878, després de The Sorcerer, es va estrenar H.M.S. Pinafore. Es va estrenar amb gran entusiasme, però pocs dies després de l'estrena, Londres va experimentar una onada de calor inusualment forta i prolongada, i els negocis de l'Òpera Comique, que estava mal ventilada, es van veure greument afectats. Els ingressos van caure a 40 lliures per nit, i els directors de Carte a la Comedy Opera Company van defensar reduir les pèrdues i tancar l'espectacle. Després dels esforços promocionals de Carte i Sullivan, que van programar part de la música de Pinafore quan va dirigir una temporada de concerts de promenade al Covent Garden, l'òpera es va convertir en un èxit. Carte va convèncer Gilbert i Sullivan que quan el seu acord original amb la Comedy Opera Company expirés el juliol de 1879, una associació comercial entre els tres seria avantatjosa. Cadascun va aportar 1.000 lliures i va formar una nova associació amb el nom de "Mr Richard D'Oyly Carte's Opera Company". Segons l'acord de societat, un cop deduïdes les despeses de muntatge de les produccions, cadascun dels tres socis tenia dret a un terç dels beneficis.
El 31 de juliol de 1879, l'últim dia del seu acord amb Carte, els directors de la Comedy Opera Company van intentar recuperar el conjunt Pinafore per la força durant una actuació, provocant una cèlebre baralla. Els tramoistes de Carte van aconseguir repel·lir els seus atacants entre bastidors i protegir l'escenografia i l'atrezzo. La Comedy Opera Company va estrenar una producció rival del H.M.S. Pinafore a Londres, però no va ser tan popular com la producció de D'Oyly Carte i aviat va tancar. L'acció legal sobre la propietat dels drets va acabar amb la victòria de Carte, Gilbert i Sullivan. A partir de l'1 d'agost de 1879, la nova companyia, més tard anomenada D'Oyly Carte Opera Company, es va convertir en l'únic productor autoritzat de les obres de Gilbert i Sullivan.

## Primers èxits operístics; interessos de propietat

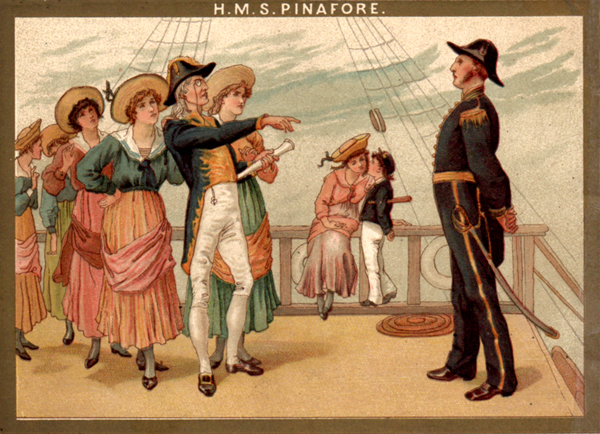
Escena de Pinafore del 1899

H.M.S. Pinafore va tenir tant d'èxit que Carte aviat va enviar dues companyies a fer gires per les províncies.{nota 9} L'òpera es va representar durant 571 vegades a Londres, la segona representació més llarga de la història del teatre musical fins aleshores.{nota 10} Només a Amèrica van sorgir més de 150 produccions no autoritzades, però com que la llei americana d'aleshores no oferia protecció dels drets d'autor als estrangers, Carte, Gilbert i Sullivan no van poder exigir drets d'autor ni controlar el contingut artístic d'aquestes produccions. Sullivan va comentar que als Estats Units hi havia la creença "que a un ciutadà americà lliure i independent no se li hauria de robar el dret de robar a algú altre".
Per intentar contrarestar aquesta pirateria de drets d'autor i guanyar diners amb la popularitat de la seva òpera a Amèrica, Carte va viatjar a Nova York amb els autors i la companyia per presentar una producció "autèntica" de Pinafore, començant el desembre de 1879, així com gires americanes. Lenoir va fer quinze visites a Amèrica durant les dècades de 1880 i 1890 per promoure els interessos de Carte, supervisant els arranjaments per a les produccions americanes i les gires de cadascuna de les noves òperes de Gilbert i Sullivan. Començant amb Pinafore, Carte va llicenciar la companyia J. C. Williamson per produir les obres a Austràlia i Nova Zelanda.
En un esforç per evitar produccions americanes no autoritzades de la seva següent òpera, The Pirates of Penzance, Carte i els seus socis la van estrenar a Nova York el 31 de desembre de 1879, abans de la seva estrena a Londres el 1880. Esperaven evitar més "pirateria" establint la producció i les gires autoritzades a Amèrica abans que altres poguessin copiar-la i retardant la publicació de la partitura i el llibret. Van aconseguir quedar-se amb els beneficis directes de l'empresa, però van intentar sense èxit durant molts anys controlar els drets d'autor de les seves òperes als Estats Units. The Pirates va ser un èxit immediat a Nova York i, més tard, a Londres, convertint-se en una de les òperes més populars de Gilbert i Sullivan. Per assegurar-se els drets d'autor britànics, Lenoir va organitzar una representació "ad hoc" al Royal Bijou Theatre, Paignton, Devon, per la més petita de les dues companyies de gira Pinafore de Carte, la tarda abans de l'estrena a Nova York.
La següent òpera de Gilbert i Sullivan, Patience, es va estrenar a l'Opéra Comique l'abril de 1881 i va ser un altre gran èxit, usurpant la posició de Pinafore com la peça de més llarga durada de la sèrie amb la segona durada més llarga de la història del teatre musical fins a aquella data. Patience va satiritzar el moviment estètic auto indulgent de les dècades de 1870 i 1880 a Anglaterra. Per popularitzar l'òpera a Amèrica, el 1882 Carte va enviar un dels artistes sota la seva direcció, el jove poeta Oscar Wilde, a una gira de conferències per explicar als nord-americans de què tractava el moviment estètic. Carte va dir a un entrevistador en aquell moment que tenia quinze companyies teatrals i intèrprets de gira simultàniament per Europa, Amèrica i Austràlia.
Carte havia estat planejant durant diversos anys construir un nou teatre per promocionar l'òpera còmica anglesa i, en particular, les òperes de Gilbert i Sullivan. Amb els beneficis de les òperes de Gilbert i Sullivan i la seva agència de concerts i conferències, va comprar una propietat al llarg de l'Strand el 1880 amb façana al dic del Tàmesi, on va construir el Teatre Savoy el 1881.{nota 11} Era una instal·lació d'última generació, que establia un nou estàndard de tecnologia, confort i decoració. Va ser el primer edifici públic del món il·luminat completament amb llums elèctriques i tenia capacitat per a gairebé 1.300 persones (en comparació amb les 862 de l'Opéra Comique).
Patience va ser la primera producció al nou teatre, que es va traslladar allà el 10 d'octubre de 1881. El primer generador va resultar massa petit per alimentar tot l'edifici, i tot i que tota la façana estava il·luminada elèctricament, l'escenari estava il·luminat amb gas fins al 28 de desembre de 1881. En aquella funció, Carte va pujar a l'escenari i va trencar una bombeta brillant davant del públic per demostrar la seguretat de la nova tecnologia. El Times va concloure que el teatre "està admirablement adaptat per al seu propòsit, les seves qualitats acústiques són excel·lents i es compleixen totes les demandes raonables de confort i gust". Carte i el seu mànager, George Edwardes (més tard famós com a mànager del Gaiety Theatre), van introduir diverses innovacions al teatre, com ara fullets de programa gratuïts, el sistema ordenat de "cues" amb entrades numerades per al fossat i la galeria (una idea americana), te servit a l'intermedi i una política de no donar propina per al guarda-roba o altres serveis. Les despeses diàries al teatre eren aproximadament la meitat dels possibles ingressos de la venda d'entrades.Dark and Grey, p. 85 Les vuit últimes òperes còmiques de Gilbert i Sullivan es van estrenar al Savoy, i totes les seves òperes van arribar a ser conegudes com a òperes de Savoy.
L'Hotel Savoy, dissenyat per l'arquitecte Thomas Edward Collcutt, va obrir les portes el 1889. Finançat amb els beneficis del Mikado, va ser el primer hotel il·luminat amb llums elèctriques i el primer amb ascensors elèctrics. A la dècada de 1890, sota el seu famós gerent, César Ritz, i el xef Auguste Escoffier, es va convertir en un conegut hotel de luxe i generaria més ingressos i contribuiria encara més a la fortuna de D'Oyly Carte que qualsevol altra empresa, incloses les companyies d'òpera. Carte va adquirir i reformar més tard el Claridge's (1893), el Grand Hotel de Roma (1896), el Simpson's-in-the-Strand (1898) i el Berkeley (1900).

## Anys àlgids per a la companyia d'òpera
Durant els anys en què s'escrivien les òperes de Gilbert i Sullivan, Carte també va produir òperes i obres de teatre d'altres equips d'escriptors, així com altres obres per omplir el Savoy Theatre entre noves òperes. Moltes d'aquestes eren peces complementàries de les òperes de Gilbert i Sullivan. D'altres eren noves peces de llarga durada, ja fos per al Savoy o per a les companyies de gira de Carte, que van interpretar àmpliament les òperes de Gilbert i Sullivan i les noves obres. Carte i Lenoir també van continuar dirigint la seva agència de gestió. Com a exemple del seu nivell d'activitat, un programa de record de 1881 que commemorava la 250a representació de Patience a Londres i la seva 100a representació a Nova York registra que, a més d'aquestes dues produccions de Patience, Carte gestionava simultàniament molts altres projectes. Aquestes incloïen dues companyies de gira amb Patience, dues de gira amb altres òperes de Gilbert i Sullivan, una de gira amb l'opereta Olivette (coproduïda amb Charles Wyndham), una amb Claude Duval a Amèrica, una producció de Youth en un teatre de Nova York, una gira de conferències d'Archibald Forbes (corresponsal de guerra) i produccions de Patience, Pirates, Claude Duval i Billee Taylor en associació amb J. C. Williamson a Austràlia, entre altres coses.
Carte també va introduir la pràctica de concedir llicències a societats teatrals amateurs per presentar obres de les quals tenia els drets, cosa que va augmentar la popularitat de les obres i les vendes de partitures i llibrets, així com el lloguer de parts de banda. Això va tenir una influència important en el teatre amateur en general. Cellier i Bridgeman van escriure el 1914 que, abans de la creació de les òperes Savoy, els actors amateurs eren tractats amb menyspreu pels professionals. Després de la formació de les companyies amateurs de Gilbert i Sullivan amb llicència per representar les òperes, els professionals van reconèixer que les societats amateurs "donen suport a la cultura de la música i el drama. Ara són acceptades com a escoles de formació útils per a l'escenari legítim, i de les files de voluntaris han sorgit molts dels favorits actuals". Cellier i Bridgeman van atribuir l'augment de la qualitat i la reputació dels grups amateurs en gran part a "la popularitat i la bogeria contagiosa per representar les òperes de Gilbert i Sullivan". La National Operatic and Dramatic Association es va fundar el 1899. El 1914 va informar que gairebé 200 societats britàniques produïen òperes de Gilbert i Sullivan aquell any.
Després de Patience, Carte va produir Iolanthe, que es va estrenar el 1882. Durant la seva estrena, el febrer de 1883, va signar un acord de col·laboració de cinc anys amb Gilbert i Sullivan, que els obligava a crear noves òperes per a ell amb un preavís de sis mesos. Sullivan no tenia la intenció d'escriure immediatament una nova obra amb Gilbert, però va patir una greu pèrdua financera quan el seu corredor de borsa va fer fallida el novembre de 1882 i va considerar que el contracte a llarg termini era necessari per a la seva seguretat. L'estudiós de Gilbert Andrew Crowther comenta: "Efectivament, [el contracte] convertia [Gilbert i Sullivan] en empleats de Carte, una situació que va crear els seus propis ressentiments". La següent òpera de la col·laboració, Princess Ida, es va estrenar el gener de 1884. Carte aviat va veure que tenia un rendiment fluix a la taquilla i va invocar l'acord per demanar als seus socis que escriguessin una nova òpera. L'establishment musical exhortava contínuament Sullivan a abandonar l'òpera còmica en favor de la música seriosa,{nota 12} i després que fos nomenat cavaller el 1883, la pressió va augmentar. Aviat es va penedir d'haver signat el contracte de cinc anys. El març de 1884, Sullivan va dir a Carte que «és impossible que faci una altra peça del personatge de les que ja hem escrit Gilbert i jo mateix».
Durant aquest conflicte i altres durant la dècada de 1880, Carte i Helen Lenoir van treballar sovint per suavitzar les diferències dels socis utilitzant una barreja d'amistat i perspicàcia empresarial. Sullivan va demanar ser alliberat de la societat en diverses ocasions. No obstant això, Carte va aconseguir convèncer els seus socis de compondre vuit òperes còmiques entre 1879 i 1896. Quan Princess Ida va tancar després d'una temporada relativament curta de nou mesos, per primera vegada en la història de la societat, no hi havia una nova òpera a punt. Gilbert va suggerir primer una trama en què la gent s'enamorava contra la seva voluntat després de prendre una pastilla màgica, un escenari que Sullivan havia rebutjat anteriorment. Gilbert finalment va tenir una nova idea i va començar a treballar el maig de 1884.
Carte va produir la primera reposició de El bruixot, juntament amb Trial by Jury, i matinées de Els pirates de Penzance interpretades per un repartiment de nens, mentre esperava que els seus socis acabessin d'escriure la nova obra. Aquesta es va convertir en l'òpera més reeixida de la parella, El Mikado, que es va estrenar el març de 1885. L'obra satiritzava les institucions britàniques ambientant-les en un Japó fictici i aprofitant la bogeria victoriana per l'exòtic i "pintoresco" Orient Llunyà. El Mikado es va convertir en l'èxit de més llarga durada de la parella, amb 672 representacions al Savoy Theatre, i suplantant Patience com la segona obra de teatre musical de més llarga durada fins aleshores. Va ser extraordinàriament popular als Estats Units i a tot el món i continua sent l'òpera de Savoy més representada. La següent òpera de la parella va ser Ruddigore, que es va estrenar el gener de 1887. L'obra, tot i que va ser un èxit financer, va ser una decepció relativa després de l'extraordinària temporada de El Mikado. Quan Ruddigore va tancar després de 288 representacions en nou mesos, Carte va muntar reposicions d'òperes anteriors de Gilbert i Sullivan al Savoy durant gairebé un any. Després d'un altre intent de Gilbert de persuadir Sullivan perquè estableixi una "trama en rombe", Gilbert es va trobar amb el seu col·laborador a mig camí escrivint una trama serio-còmica per a The Yeomen of the Guard, que es va estrenar a l'octubre de 1888. L'òpera va estar en cartell durant més d'un any, amb fortes produccions a Nova York i en gires. Va ser una època feliç per a Carte, amb una òpera de llarga durada, un nou matrimoni i un nou hotel i teatre d'òpera en construcció. Quan Carte va demanar als seus socis una nova obra, Sullivan va tornar a expressar la seva reticència a escriure una altra òpera còmica, preguntant si Gilbert escriuria una "obra dramàtica a una escala musical més gran". Gilbert es va negar, però va oferir un compromís que Sullivan finalment va acceptar: els dos escriurien una òpera lleugera per al Savoy i, alhora, Sullivan podria treballar en una gran òpera que Carte produiria en un nou teatre que tenia previst construir per presentar la gran òpera britànica. La nova òpera còmica va ser The Gondoliers, que es va estrenar el desembre de 1889 i es va convertir en un dels majors èxits de la col·laboració, amb una temporada inicial de 554 representacions.
Durant aquests anys, Carte no només va ser el gerent del teatre. Va participar plenament en la col·laboració de producció amb Gilbert i Sullivan, involucrat en el càsting i la cerca de dissenyadors; encarregat de la publicitat; dirigint i contractant dissenyadors per a les obres que no eren de Gilbert, incloent-hi les moltes peces complementàries (de vegades amb l'ajuda d'assistents); i fent el càsting, la direcció i els assaigs de les companyies de gira, entre altres tasques. Segons Henry Lytton, "El Sr. Carte era un gran director d'escena. Podia copsar els detalls d'una escena amb un sol cop d'ull d'àguila i dir sense error què estava malament". La qualitat de les produccions de Carte va crear un gust nacional i internacional per elles, i va enviar companyies de gira per totes les províncies britàniques, a Amèrica (generalment dirigides per Helen), Europa i altres llocs. La reina Victòria va honorar la companyia convocant una representació reial dels gondolers al castell de Windsor el 1891.{nota 13} Bernard Shaw, escrivint a "The World" l'octubre de 1893, va dir:{{Cita|"Aquells que tenen l'edat suficient per comparar les representacions dels Savoia amb les de l'edat fosca, tenint en compte el tractament pictòric de les teles i els colors a l'escenari, el cultiu i la intel·ligència dels coristes, la qualitat de l'orquestra i el grau de bona educació artística, per dir-ho d'alguna manera, que s'espera dels principals, saben millor quin gran avenç ha fet el Sr. D'Oyly Carte.

## Anys posteriors
El 22 d'abril de 1890, durant la representació de The Gondoliers, Gilbert va descobrir que les despeses de manteniment del teatre, inclosa una nova catifa de 500 lliures per al vestíbul del teatre, s'estaven carregant a la societat en comptes de ser assumides per Carte. Gilbert es va enfrontar a Carte amb ràbia, però Carte es va negar a reconsiderar els comptes. Tot i que l'import del càrrec no era gran, Gilbert considerava que era una qüestió moral que afectava la integritat de Carte i no podia passar-ho per alt. Gilbert va sortir enfurismat i va escriure a Sullivan que "el vaig deixar amb el comentari que va ser un error tirar a terra l'escala per la qual havia pujat". Helen Carte va escriure que Gilbert s'havia dirigit a Carte "d'una manera que no hauria pensat que hauries acostumat a un menestral ofensiu". Els assumptes van empitjorar encara més i Gilbert va presentar una demanda. Sullivan es va posar del costat de Carte, que estava construint la Royal English Opera House, la producció inaugural de la qual havia de ser la propera gran òpera de Sullivan. Gilbert va guanyar la disputa i es va sentir reivindicat, però les seves accions havien estat perjudicials per als seus socis i la societat es va dissoldre.
La primera producció de Carte a la Royal English Opera House va ser de l'única gran òpera de Sullivan, Ivanhoe, que es va estrenar el gener de 1891. Es va representar durant una temporada inicial de 155 representacions, un rècord per a una òpera. Quan finalment va tancar al juliol, Carte no tenia cap obra nova a punt per representar-se a la casa de l'òpera, per la qual cosa va haver de tancar. La casa de l'òpera va reobrir el novembre de 1891 amb La Basoche d'André Messager, que inicialment es va alternar en repertori amb Ivanhoe, i després La Basoche es va representar sola, tancant el gener de 1892. Carte no va tenir cap òpera nova per presentar a la casa, i l'empresa aviat va fracassar. Sir Henry Wood, que de jove havia estat repetidor de la producció, recordava a la seva autobiografia: {{Cita|"Si D'Oyly Carte hagués tingut un repertori de sis òperes en lloc de només una, crec que hauria establert l'òpera anglesa a Londres per sempre. Cap al final de la temporada d'Ivanhoe, ja estava preparant L'holandès errant amb Eugène Oudin al paper principal. Hauria estat magnífic. Tanmateix, els plans es van modificar i L'holandès va ser arxivat". Carte va llogar el teatre a Sarah Bernhardt durant una temporada i finalment va abandonar el projecte. Va vendre el teatre de l'òpera amb pèrdues a l'empresari Sir Augustus Harris. Després es va convertir en una sala de música, el "Palace Theatre of Varieties", i més tard es va convertir en el "Palace Theatre"".
A causa de la baralla de les catifes, Gilbert havia promès no escriure més per al Savoy. Quan The Gondoliers va tancar el 1891, Carte necessitava nous autors i compositors per escriure obres per al Savoy Theatre. Va recórrer a vells amics George Dance, Frank Desprez i Edward Solomon per a la seva següent peça, The Nautch Girl, que va tenir unes satisfactòries 200 representacions entre 1891 i 1892. Carte va recuperar llavors The Vicar of Bray de Solomon i Sydney Grundy, que va durar l'estiu de 1892. A continuació, va venir el Haddon Hall de Grundy i Sullivan, que va ocupar l'escenari fins a l'abril de 1893. Mentre Carte presentava noves peces i reposicions al Savoy, les seves companyies de gira van continuar tocant per tota la Gran Bretanya i els Estats Units. El 1894, per exemple, Carte tenia quatre companyies de gira per la Gran Bretanya i una tocant als Estats Units.
L'acció legal agressiva, tot i que reeixida, de Gilbert havia amargat Carte i Sullivan, però la col·laboració havia estat tan rendible que Carte i la seva dona finalment van intentar reunir l'autor i el compositor. Després de diversos intents dels Carte, la reconciliació finalment va arribar gràcies als esforços de Tom Chappell, que va publicar les partitures de les seves òperes. El 1893, Gilbert i Sullivan van produir la seva penúltima col·laboració, Utopia, Limited. Mentre es preparava, Carte va posar en escena Jane Annie, de J. M. Barrie i Arthur Conan Doyle, amb música d'Ernest Ford. Malgrat la popularitat de Barrie i Conan Doyle, l'espectacle va ser un fracàs, tancant-se després de només 51 representacions.
Utopia va ser la producció més cara de Carte fins aleshores, però va tenir un nombre comparativament decebedor de 245 representacions, fins al juny de 1894. Carte va interpretar primer Mirette, de Messager, i després The Chieftain, de F. C. Burnand i Sullivan. Aquestes es van representar durant 102 i 97 representacions, respectivament. La companyia va fer una gira pels suburbis de Londres, i el Savoy va ser llogat a altres direccions fins al novembre, quan Carte va presentar una reposició de The Mikado. A aquesta va seguir el 1896 The Grand Duke, que va tenir 123 representacions i va ser l'únic fracàs financer de Gilbert i Sullivan. The Gondoliers va resultar ser l'últim gran èxit de Gilbert i Sullivan, i després de The Grand Duke, els dos homes no van tornar a col·laborar mai més. Al Savoy, Carte va produir Sa Majestat (1897), La Gran Duquessa de Gerolstein (1897), La Pedra de la Bellesa (1898) i L'Estrella de la Sort (1899), així com reposicions de les òperes de Gilbert i Sullivan.
Tot i que la dècada de 1890 va portar a Carte més decepcions que èxits al teatre, el seu negoci hoteler va prosperar i créixer. Va adquirir Simpson's-in-the-Strand i el Claridge's Hotel, tots dos reconstruïts completament. Hi va haver un greu revés, el 1897, quan va haver d'acomiadar el seu gerent, Ritz, i el seu xef estrella, Escoffier, per mala conducta financera. L'escollit de Carte com a successor de Ritz va ser George Reeves-Smith, gerent i copropietari de l'Hotel Berkeley. Per assegurar-se els seus serveis, Carte va comprar el Berkeley el 1900 i va ascendir Reeves-Smith a director general de tot el Grup Savoy. Carte havia utilitzat el mateix mètode, un any abans, per assegurar-se un nou maître d'hôtel. Estava decidit a contractar M. Joseph, propietari del restaurant Marivaux de París, que aleshores estava en el punt àlgid de la seva fama. Carte estava greument malalt, però va insistir a ser portat al tren. A París va comprar el Marivaux i va tornar amb Joseph al Savoy.
Durant la dècada de 1890, la salut de Carte va anar empitjorant, i Helen va assumir cada cop més responsabilitats de la companyia d'òpera. Va gestionar amb èxit el teatre i les companyies de gires provincials. El 1894, Carte havia contractat el seu fill, Rupert, com a assistent. Mentre Carte estava malalt, el 1897, Rupert va ajudar la senyora Carte i Gilbert amb la primera reposició de The Yeomen of the Guard al Savoy. El Savoy va representar diversos espectacles durant temporades relativament curtes durant aquest període, inclòs The Beauty Stone de Sullivan, que només es va representar en 50 representacions, el 1898. El 1899, Carte finalment va tenir un nou èxit amb The Rose of Persia de Sullivan i Basil Hood, que es va representar en 213 representacions. Ni Carte ni Sullivan van viure per veure la producció de la següent peça de Hood, The Emerald Isle, per a la qual Edward German va completar la partitura inacabada de Sullivan.

## Vida personal
Carte es va casar dues vegades. La seva primera esposa va ser Blanche Julia Prowse (1853–1885), filla de William Prowse, fabricant de pianos, editor musical i agent de reserves. D'adolescent, havia participat en obres de teatre amateur amb Carte. Es van casar el 1870 i van tenir dos fills, Lucas (1872–1907) i Rupert. Blanche va morir de pneumònia el 1885, i el 1888 Carte es va casar amb la seva ajudant, Helen Lenoir. El seu casament va tenir lloc a la Capella Savoy, amb Arthur Sullivan com a padrí. Rupert va rebre formació en una empresa de comptabilitat i després es va convertir en ajudant del seu pare el 1894. Lucas, que no estava involucrat en els negocis familiars, es va convertir en advocat. Va ser nomenat secretari privat del Lord Chief Justice Charles Russell el 1899 en relació amb l'arbitratge de fronteres veneçolanes a París. Va contraure tuberculosi, de la qual va morir als 34 anys.{nota 14}
La casa londinenca de Carte era a l'Adelphi, no gaire lluny del Savoy. Apassionat per les arts visuals i les arts escèniques, Carte va convidar el seu amic, l'artista James McNeill Whistler, a decorar la casa. Whistler va fer pintar tota la sala de billar del color de la tela de billar, i en altres llocs va pintar el seu groc preferit amb la seva pròpia mà. Igualment entusiasta de la innovació tecnològica, Carte va instal·lar un ascensor, el primer en una casa privada a Anglaterra. Cap al 1890, va comprar una petita illa al riu Tàmesi, entre Weybridge i Shepperton, anomenada Folly Eyot, que va rebatejar com a D'Oyly Carte Island. Volia utilitzar l'illa com a annex del seu nou Hotel Savoy, però les autoritats locals es van negar a concedir-li una llicència de begudes per a la propietat. En canvi, va construir Eyot House, una gran casa amb jardí a l'illa, que va utilitzar com a residència i on va rebre convidats. En anys posteriors, Carte va mostrar el seu macabre sentit de l'humor mantenint un cocodril a l'illa.{nota 15}

## Mort i llegat
Carte va morir a casa seva a Londres per hidropesia i malalties del cor el 1901, poc abans de fer els 57 anys. Està enterrat al cementiri de St Andrew's a Fairlight, East Sussex, a prop de les tombes dels seus pares. Es va celebrar un servei commemoratiu a la Capella Reial del Savoy, on més tard se li va dedicar un vitrall commemoratiu. Va deixar una herència valorada en 250.000 lliures.

Carte va ser fonamental per portar el teatre britànic del seu baix estatus a mitjans de l'època victoriana a una posició d'eminència respectable, amb títols de cavaller per a actors, com ara Henry Irving, i per a dramaturgs, inclòs Gilbert.{nota 16} Bernard Shaw va escriure sobre el llegat teatral de Carte: 
| « | "El Sr. D'Oyly Carte va fundar una nova escola d'òpera còmica anglesa; va elevar la inscenació operística al rang de bella art; i finalment va construir un nou teatre de l'òpera anglès i va fer un esforç magnífic per fer per la gran òpera anglesa el que havia fet per l'òpera còmica". | » |

 A l'obituari de Carte, The Times va assenyalar: 
| « | "Pel seu gust refinat, va elevar la reputació de la posada en escena de les òperes de Savoy a un nivell molt alt. Va establir un alt nivell". | » |

 Més enllà d'això, però, la influència de Carte, a través de la producció de les òperes de Savoy, va influir molt en el curs del desenvolupament del teatre musical modern.

Carte també va ser un dels principals impulsors per fer que els hotels fossin respectables i respectats: en paraules del Diccionari Oxford de Biografia Nacional: 
| « | "Liderat pel príncep de Gal·les, [el Savoy] es va convertir en el lloc de trobada de l'alta societat londinenca i els nous rics de l'imperi britànic... [El] menjar i l'ambient van atreure la gent dels clubs a sopar en públic i a fer-hi grans festes. Va permetre que les dames, fins aleshores temoroses de sopar en públic, fossin vistes amb tota la seva gala als menjadors i sopars del Savoy". | » |

Carte va deixar el teatre, la companyia d'òpera, els hotels i els seus altres interessos comercials a Helen. Les seves companyies londinencs i de gira van continuar presentant les òperes del Savoy a Gran Bretanya i a l'estranger. El 1901 va arrendar el Teatre Savoy a William Greet, supervisant la seva gestió d'una reestrena dIolanthe i diverses òperes còmiques noves. Rupert es va convertir en president de l'Hotel Savoy el 1903, que Helen va continuar sent propietària. A finals de 1906, Helen va posar en escena una temporada de repertori de Gilbert i Sullivan al Savoy Theatre. La temporada, i la següent, ambdues dirigides per Gilbert, van obtenir excel·lents crítiques i es van vendre bé, revitalitzant la companyia. Després de la segona temporada de repertori conclosa el 1909, la companyia no va tornar a actuar a Londres fins al 1919, només fent gires per Gran Bretanya durant aquest temps.
A la seva mort el 1913, Helen va passar els negocis familiars al fill de Carte, Rupert. Ell va mantenir el negoci hoteler, desfent-se del Grand Hotel de Roma, però expandint el grup a Londres. El Grup Savoy va romandre sota el control de la família Carte i els seus associats fins al 1994. Els hotels de Carte s'han mantingut entre els més prestigiosos de Londres, i el London Evening Standard va qualificar el Savoy com "l'hotel més famós de Londres" el 2009.
Rupert D'Oyly Carte va renovar les produccions de la companyia d'òpera i va afegir temporades a Londres, a partir del 1919, així com gires provincials i estrangeres. El 1948, Rupert va morir, deixant una companyia forta a la seva filla Bridget D'Oyly Carte. Tanmateix, els costos creixents de muntar òpera lleugera professional sense cap suport governamental finalment es van tornar massa per a la companyia. Bridget es va veure obligada a tancar la companyia el 1982. No obstant això, les òperes de Gilbert i Sullivan continuen produint-se amb freqüència avui dia arreu del món angloparlant i més enllà, i la visió de Carte d'òperes lleugeres i saludables que celebren la Gran Bretanya perdura.